# Cimidae
Cimidae Warén, 1993 è una famiglia di molluschi gasteropodi eterobranchi. È l'unica famiglia della superfamiglia Cimoidea.

## Tassonomia
La famiglia comprende i seguenti generi:
- Atomiscala de Boury, 1909
- Austrorissopsis Grant-Mackie & Chapman-Smith, 1971
- Bouryiscala Cossmann, 1902
- Cima Chaster, 1896
- Coenaculum Iredale, 1924
- Cristalloella Bandel, 1995 †
- Discobasis Cossmann, 1888 †
- Graphis Jeffreys, 1867
- Itiscala P. A. Maxwell, 1992 †
- Mifsudia Mietto, Nofroni & Quaggiotto, 2014
- Rotfanella Gründel, 1998 †